# Andrena limata
Andrena limata är en biart som beskrevs av Smith 1853. Andrena limata ingår i släktet sandbin, och familjen grävbin. Inga underarter finns listade i Catalogue of Life.